# Тукумс
Тукумс (латис. Tukums) — місто в Латвії, Курляндія, Тукумський край. Крайовий центр. Було одним із важливих міст герцогства Курляндії та Семигалії, центром Тукумського обер-гауптманства.

## Назва
- Тукумс (латис. Tukums;  вимова) — сучасна латиська назва.
- Тукум (нім. Tuckum) — стара німецька назва; до 1920 року.

## Географія
Розташований у регіоні Курземе, за 65 км на захід від Риги. 
Вузол залізничних ліній на Ригу, Єлгаву, Вентспілс.

## Клімат
| Кліматограма Тукумса | Кліматограма Тукумса | Кліматограма Тукумса | Кліматограма Тукумса | Кліматограма Тукумса | Кліматограма Тукумса | Кліматограма Тукумса | Кліматограма Тукумса | Кліматограма Тукумса | Кліматограма Тукумса | Кліматограма Тукумса | Кліматограма Тукумса |
| --- | -------------------- | -------------------- | -------------------- | -------------------- | -------------------- | -------------------- | -------------------- | -------------------- | -------------------- | -------------------- | -------------------- |
| С | Л                    | Б                    | К                    | Т                    | Ч                    | Л                    | С                    | В                    | Ж                    | Л                    | Г                    |
| 54 −1 −5 | 44 −1 −5             | 43 4 −3              | 45 10 2              | 55 17 7              | 77 19 12             | 78 22 15             | 78 21 14             | 68 16 11             | 78 10 6              | 63 5 2               | 54 2 −2              |
| Середня макс. і мін. температури повітря (°C) Атмосферні опади (мм), за рік : 737 мм. Джерело: «Climate-Data.org»(англ.) |                      |                      |                      |                      |                      |                      |                      |                      |                      |                      |                      |

## Історія

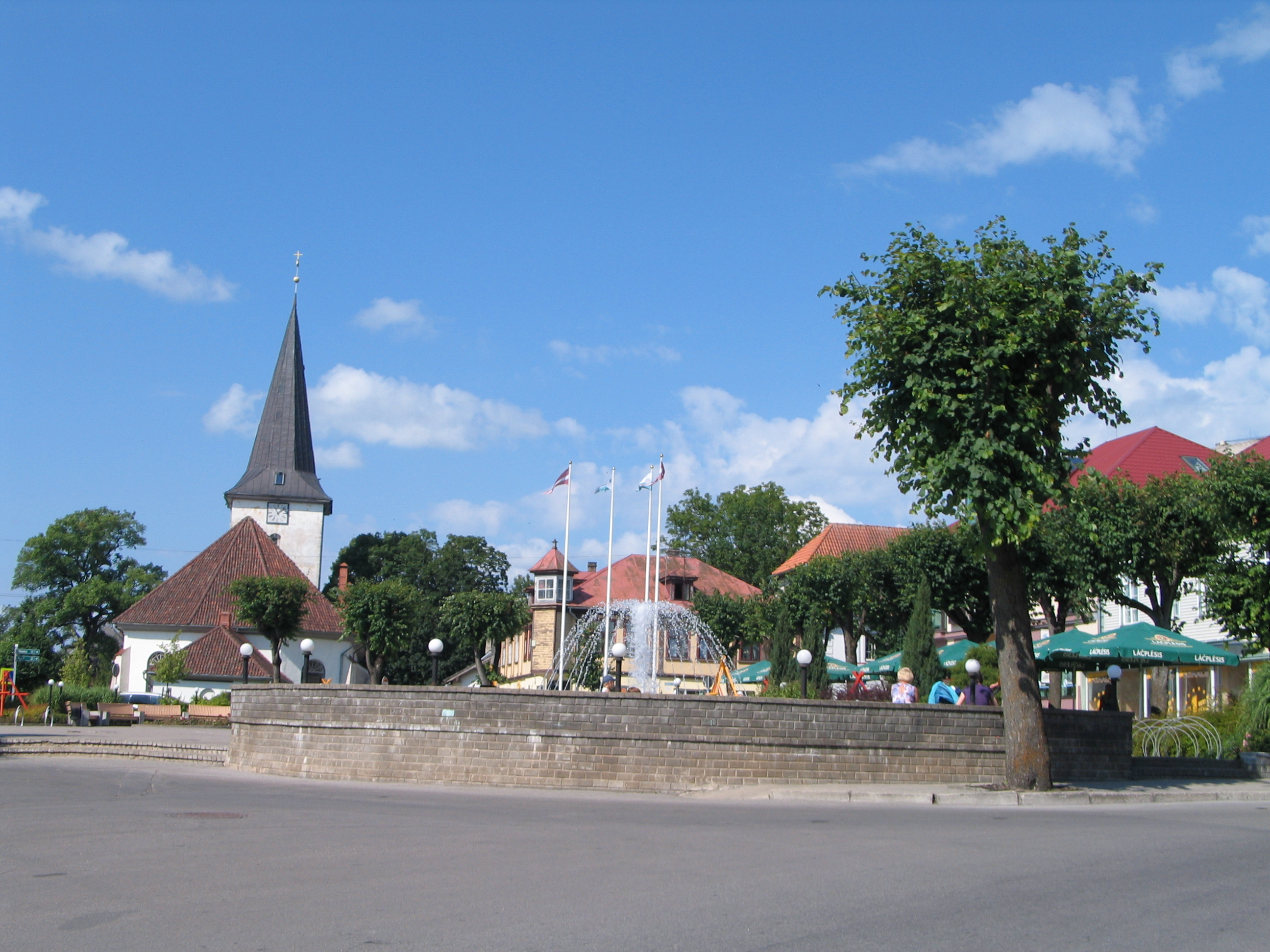

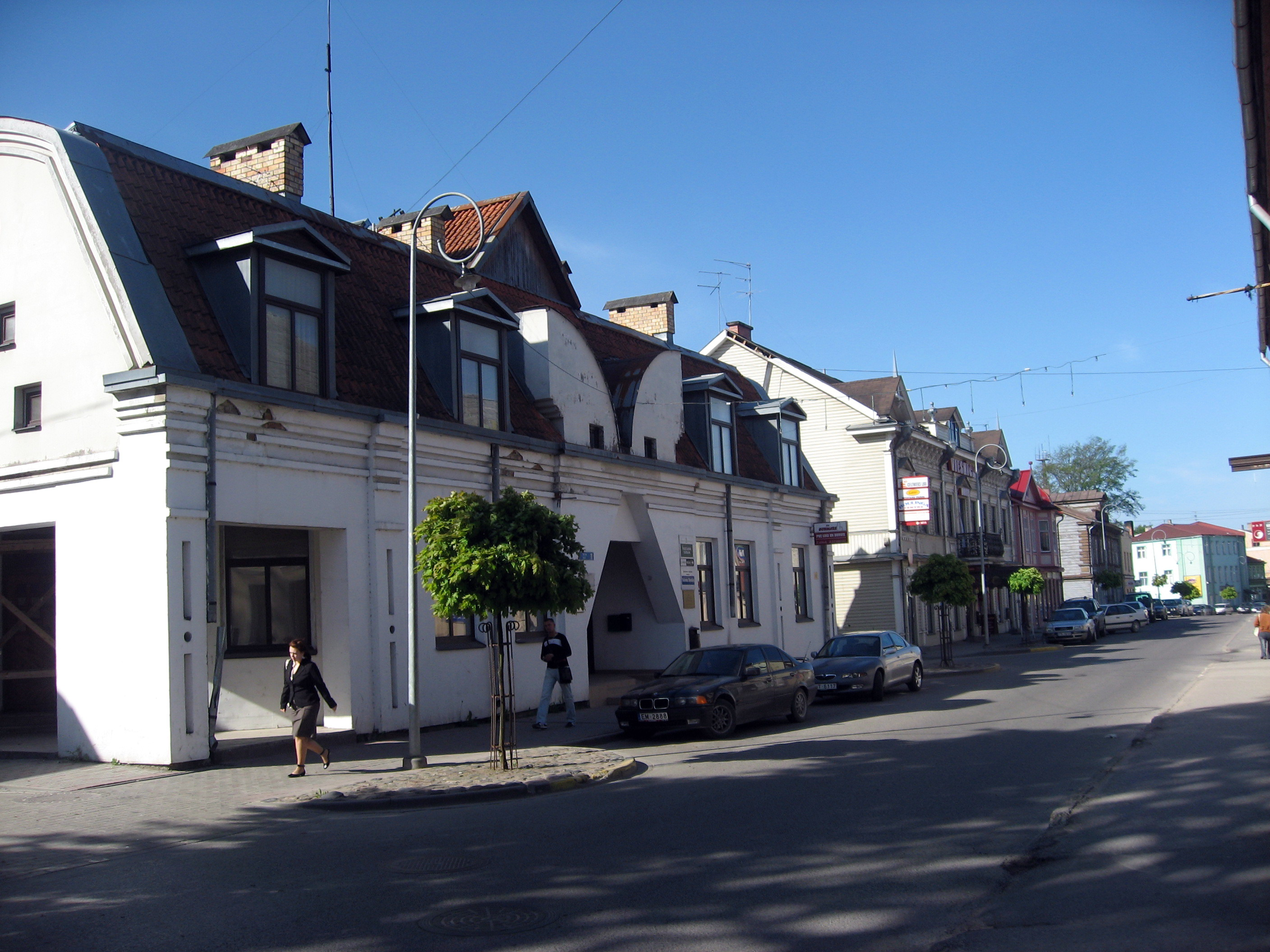

У XI—XII століттях на місці міста з'явилося поселення лівів. 
Наприкінці XIII століття у місті був побудований замок на березі річки Слоцене. 
1445 році Тукумсу був наданий статус міста й ім'я Тукумс. 
У 1617 – 1795 роках Тукум був центром Тукумського обер-гауптманства Герцогства Курляндії і Семигалії. 
У 1806 році була відкрита перша школа у Тукумсі.
15 серпня 1990 року під Тукумсом на трасі «Слока-Талсі» загинув російський рок-музикант Віктор Цой.

## Інфраструктура
Головна міська визначна пам'ятка міста — вежа «Пілс» («Замкова»), що залишилася від замку Лівонського ордену, побудованого в Тукумсі в 1730 році. За час свого існування вежа служила стайнею, складом і в'язницею, а з 1995 року в ній відкритий міський музей історії. 
У місті є також музей мистецтв, будинок культури й безліч храмів. 

## Населення
| Рік  | Чисельність | Чисельність |
| ---- | ----------- | ----------- |
| 1897 | 7555        | [ 3 ]       |
| 1920 | 4433        | [ 3 ]       |
| 1925 | 7167        | [ 3 ]       |
| 1935 | 8144        | [ 3 ]       |
| 1939 | 7800        | [ 3 ]       |
| 1959 | 10 832      | [ 3 ]       |
| 1970 | 14 760      | [ 3 ]       |
| 1979 | 18 895      | [ 3 ]       |
| 1989 | 21 457      | [ 3 ]       |

| Рік  | Чисельність | Чисельність |
| ---- | ----------- | ----------- |
| 1991 | 21 800      | [ 3 ]       |
| 2000 | 18 886      | [ 3 ]       |
| 2001 | 19 180      | [ 3 ]       |
| 2002 | 19 427      | [ 3 ]       |
| 2003 | 19 386      | [ 3 ]       |
| 2004 | 19 722      | [ 3 ]       |
| 2005 | 19 786      | [ 3 ]       |
| 2006 | 19 812      | [ 3 ]       |
| 2007 | 19 829      | [ 3 ]       |

| Рік  | Чисельність | Чисельність |
| ---- | ----------- | ----------- |
| 2008 | 20 058      | [ 3 ]       |
| 2009 | 20 005      | [ 3 ]       |
| 2010 | 19 956      | [ 3 ]       |
| 2012 | 18 078      | [ 3 ]       |
| 2013 | 17 787      | [ 3 ]       |
| 2014 | 17 606      | [ 3 ]       |
| 2015 | 17 563      | [ 3 ]       |
| 2016 | 17 369      | [ 4 ]       |
| 2017 | 17 075      | [ 5 ]       |

| Рік  | Чисельність | Чисельність |
| ---- | ----------- | ----------- |
| 2018 | 16 937      | [ 3 ]       |
| 2019 | 16 999      | [ 6 ]       |
| 2020 | 16 896      | [ 7 ]       |
| 2021 | 16 691      | [ 8 ]       |
| 2022 | 16 528      | [ 9 ]       |
| 2023 | 16 597      | [ 10 ]      |
| 2024 | 16 318      | [ 11 ]      |

| Рік  | Чисельність | Чисельність |
| ---- | ----------- | ----------- |
| 1897 | 7555        | [ 3 ]       |
| 1920 | 4433        | [ 3 ]       |
| 1925 | 7167        | [ 3 ]       |
| 1935 | 8144        | [ 3 ]       |
| 1939 | 7800        | [ 3 ]       |
| 1959 | 10 832      | [ 3 ]       |
| 1970 | 14 760      | [ 3 ]       |
| 1979 | 18 895      | [ 3 ]       |
| 1989 | 21 457      | [ 3 ]       |

| Рік  | Чисельність | Чисельність |
| ---- | ----------- | ----------- |
| 1991 | 21 800      | [ 3 ]       |
| 2000 | 18 886      | [ 3 ]       |
| 2001 | 19 180      | [ 3 ]       |
| 2002 | 19 427      | [ 3 ]       |
| 2003 | 19 386      | [ 3 ]       |
| 2004 | 19 722      | [ 3 ]       |
| 2005 | 19 786      | [ 3 ]       |
| 2006 | 19 812      | [ 3 ]       |
| 2007 | 19 829      | [ 3 ]       |

| Рік  | Чисельність | Чисельність |
| ---- | ----------- | ----------- |
| 2008 | 20 058      | [ 3 ]       |
| 2009 | 20 005      | [ 3 ]       |
| 2010 | 19 956      | [ 3 ]       |
| 2012 | 18 078      | [ 3 ]       |
| 2013 | 17 787      | [ 3 ]       |
| 2014 | 17 606      | [ 3 ]       |
| 2015 | 17 563      | [ 3 ]       |
| 2016 | 17 369      | [ 4 ]       |
| 2017 | 17 075      | [ 5 ]       |

| Рік  | Чисельність | Чисельність |
| ---- | ----------- | ----------- |
| 2018 | 16 937      | [ 3 ]       |
| 2019 | 16 999      | [ 6 ]       |
| 2020 | 16 896      | [ 7 ]       |
| 2021 | 16 691      | [ 8 ]       |
| 2022 | 16 528      | [ 9 ]       |
| 2023 | 16 597      | [ 10 ]      |
| 2024 | 16 318      | [ 11 ]      |

## Уродженці
- Леонард Гіршман — вчений-офтальмолог.
- Мордехай Нурок — релігійний, політичний і суспільний діяч.
- Ігор Чиннов — російський поет.
- Дайніс Кула — латвійський легкоатлет.

## Міста-побратими
- Ізюм (Україна)

## Інші факти
В аеропорті Тукумса базується пілотажна група Baltic Bees, заснована в 2008 році й бере участь у різних авіасалонах і аерошоу, демонструючи фігури вищого пілотажу.